# Carlos Fumo
Carlos Fumo (Maputo, Mozambique, 22 de septiembre de 1979) es un exfutbolista de Mozambique que jugaba en la posición de extremo.

## Carrera

### Club
| Periodo   | Club                  |
| --------- | --------------------- |
| 1999–2003 | Sporting CP           |
| 2000–2001 | → FC Maia (cedido)    |
| 2001–2002 | → Varzim SC (cedido)  |
| 2002–2003 | → SC Farense (cedido) |
| 2003–2004 | Naval                 |
| 2005      | FC Alverca            |
| 2005–2006 | Gondomar SC           |
| 2006–2007 | Gil Vicente FC        |
| 2007–2008 | SC Olhanense          |
| 2008      | Atromitos FC          |
| 2009      | APEP Pitsilia         |
| 2009–2010 | Olympiakos Nicosia    |
| 2010–2011 | Akritas Chlorakas     |
| 2012      | Matchedje Maputo      |
| 2013      | Têxtil de Punguè      |

### Selección nacional
Jugó para Mozambique en 32 ocasiones de 1998 a 2011 y anotó dos goles, uno de ellos fue en el empate 2-2 ante Benín en Benguela por la Copa Africana de Naciones 2010.

## Logros
- Primeira Liga (1): 1999/2000
- Supertaça Cândido de Oliveira (1): 2000